# Dyedjonsuefanj
Dyedjonsuefanj fue un Sumo sacerdote de Amón en Tebas que gobernó de 1046 a 1045 a. C. 

## Biografía
Es el segundo hijo de Pinedyem I e Isetemjeb II. Sucede a su hermano Masaharta en el pontificado en una época en que grandes desórdenes sacuden a la ciudad de Tebas. 
Es posible que falleciera de muerte violenta durante alguno de estos motines, de ahí su corto gobierno. 
Le sucede en el pontificado su medio hermano Menjeperra.

## Titulatura
| Titulatura | Jeroglífico | Transliteración (transcripción) - traducción - (referencias) |

| R8 | U36 | D1 · Q3 · N35 | M17 | Y5 · N35 | N5 · Z1 | SPACE | D&d | Aa1 · n | M23 | M17 | G43 · f | S34 | n · Aa1 |

| R8 | U36 | D1 · Q3 · N35 | M17 | Y5 · N35 | N5 · Z1 | SPACE | D&d | Aa1 · n | M23 | M17 | G43 · f | S34 | n · Aa1 |